# FangoFest
FangoFest, és un festival internacional de cinema fantàstic, terror i gore organitzat per Kutrefacto Films, amb la col·laboració de l'Ajuntament d'Amposta. El certamen acull obres produïdes a Catalunya i arreu del món. Fangofest és un festival de cinema per als aficionats al cinema de sang i fetge, però també per als aficionats al cinema d'escenaris futurs distòpics i apocalíptics.
El FangoFest forma part del Terror Arreu de Catalunya (TAC), una entitat que aglutina fins a 9 festivals de cinema de gènere de tot el país.

## Categories
- Millor curt del festival
- Millor pel·lícula
- Millor curt fantàstic
- Millor curt d'animació
- Millor interpretació
- Premi del públic
- Curt més sagnant
- Millor curt Maledictis (Amateur i Trash)
- Millor B.S.O.

## Història
L'edició del 2022 va estar centrada en el futurisme, l'espai i la ciència-ficció com a eix temàtic i es van projectar 117 curts, 8 pel·lícules i un documental que van ser escollits d'entre els més de 459 projectes rebuts.
Entre les pel·lícules que es van estrenar al FangoFest 2022 destaquen La diosa reflectante de José Martos, Belleza mortal de Juan Carlos Gallardo, el documental El sonido del terror de Luis Esquinas, i Super Z de Julien de Volte i Arnaud Tabarly.
La tretzena edició el FangoFest va comptar amb tres convidats de renom com Sebastià d'Arbó, qui va portar la seva pel·lícula de fantaterror El Ser; l’actor Ivan Messeguer, qui ha participat en pel·lícules com El hoyo i El Laberinto del fauno; i Cristina Iglesias, una ebrenca que s'ha fet un nom en la indústria dels efectes especials en llargmetratges d'Alex de la Iglesia, Isabel Coixet i Bigas Luna.